# Караєцький (заказник)
Карає́цький — ландшафтний заказник місцевого значення площею 60 га, розташований на околиці с. Рівне Мурованокуриловецької селищної громади Могилів-Подільського району Вінницької області у долині правого берега р. Караєць (притоки Дністра).
Площа - 60 га. Оголошений відповідно до Рішення № 745 27 сесії 6 скликання обласної ради від 10.10.2014 р.
Ділянка представлена природною степовою рослинністю з місцем зростання видів рослин, занесених до Червоної книги України. Тут зростає також рідкісний для регіону вид рослин — леопольдія тонкоцвіта.